# 島根県道152号松江七類港線
島根県道152号松江七類港線（しまねけんどう152ごう まつえしちるいこうせん）は、島根県松江市を通る一般県道である。

## 概要
松江市手角町（たすみちょう）から松江市美保関町七類に至る。

### 路線データ
- 起点：松江市手角町（国道431号交点）
- 終点：松江市美保関町七類（七類港、国道485号上）

## 歴史
- 1958年（昭和33年）6月13日 - 島根県告示第525号により認定される。
- 1972年（昭和47年）頃 - 現行の県道番号に変更される。
- 1982年（昭和57年）9月10日 - 島根県告示第984号により松江市美保関町北浦以遠が島根県道37号松江鹿島美保関線になったため実質上松江市手角町 - 松江市美保関町北浦間だけの路線に縮小される。
- 2005年（平成17年）3月31日 - 松江市と八束郡東出雲町（現：松江市）を除く八束郡全町村の対等合併による新生松江市設置により全区間が松江市内に内包される。

## 路線状況

### 重複区間
- 島根県道37号松江鹿島美保関線（松江市美保関町北浦 - 松江市美保関町七類）
- 国道485号（松江市美保関町七類）

## 地理

### 通過する自治体
- 松江市

### 交差する道路
| 交差する道路                                                     | 交差する場所           | 交差する場所 |
| ---------------------------------------------------------------- | ---------------------- | ------------ |
| 国道431号 国道485号 重複                                         | 手角町（たすみちょう） | 起点         |
| 島根県道37号松江鹿島美保関線 重複区間起点                        | 美保関町北浦           |              |
| 島根県道37号松江鹿島美保関線 重複区間終点 国道485号 重複区間起点 | 美保関町七類           |              |
| 島根県道181号七類雲津長浜線                                      | 美保関町七類           |              |
| 国道485号 重複区間終点                                           | 美保関町七類           | 終点         |

### 沿線
- 松江市役所 美保関支所
- 中国自然歩道
- 七類港 - 隠岐へのフェリーボートが発着する港。
- メテオプラザ - 1992年（平成4年）に美保関町に落下してきた隕石を展示している。フェリーターミナルと同一建物。